# 評話
評話，也稱作平話，中國古代民間流行的口頭文學形式，是以中国方言说表的古老曲种，各个地方有不同的评话。它有說有唱，在宋代盛行，由韻體散體相間發展為單純散體，例如以散文爲主的《三國志平話》、《五代史平話》等。元代的评话在宋代的“讲史”上发展而来，是这一伎艺在元代的名称，同时也是以长篇历史故事为主要内容的较大篇幅的话本的名称。如《全相平话》等，这些话本经过加工刊印后，既可以作为说话的底本，也可以成为文学读物。评话在发展过程中范围不断扩大，有些篇幅较短且不是历史题材的故事的话本也被偶称为评话，如《钝秀才一朝交泰》。到清代时，人们对评话的定义更加广泛，如《茶香室丛钞》卷十七：“《平妖传》、《禅真逸史》、《金瓶梅》皆平话也”。